# Campionati sudamericani di atletica leggera indoor
I Campionati sudamericani di atletica leggera indoor (in inglese South American Indoor Athletics Championships) sono una competizione continentale organizzata dall'Atletismo Sudamericano (ex Confederación Sudamericana de Atletismo).
La manifestazione ha cadenza biennale e si svolge negli anni pari. La prima edizione si è tenuta nel 2020 a Cochabamba, in Bolivia.

## Edizioni
| Edizione | Anno | Città      | Nazione | Data             | Sede                           |
| -------- | ---- | ---------- | ------- | ---------------- | ------------------------------ |
| 1        | 2020 | Cochabamba | Bolivia | 1 - 2 febbraio   | Estadio Municipal de Atletismo |
| 2        | 2022 | Cochabamba | Bolivia | 19 - 20 febbraio | Estadio Municipal de Atletismo |
| 3        | 2024 | Cochabamba | Bolivia | 27 - 28 gennaio  | Estadio Municipal de Atletismo |
| 4        | 2025 | Cochabamba | Bolivia | 22 - 23 febbraio | Estadio Municipal de Atletismo |

## Medagliere generale
Statistiche aggiornate a Cochabamba 2022.
| Posizione | Paese     | Oro | Argento | Bronzo | Totale |
| --------- | --------- | --- | ------- | ------ | ------ |
| 1         | Brasile   | 25  | 13      | 14     | 52     |
| 2         | Bolivia   | 9   | 8       | 4      | 21     |
| 3         | Venezuela | 3   | 9       | 2      | 14     |
| 4         | Argentina | 3   | 6       | 14     | 23     |
| 5         | Uruguay   | 3   | 3       | 0      | 6      |
| 6         | Panama    | 3   | 0       | 0      | 3      |
| 7         | Perù      | 2   | 4       | 4      | 10     |
| 8         | Cile      | 1   | 5       | 2      | 8      |
| 9         | Ecuador   | 1   | 1       | 0      | 2      |
| 10        | Suriname  | 1   | 0       | 0      | 1      |
| Totale    | Totale    | 51  | 49      | 40     | 140    |